# マクドノー (ミサイル駆逐艦)
|           | |
| 艦歴      | |
| 発注      | |
| 起工      | 1958年4月15日 |
| 進水      | 1959年7月9日 |
| 就役      | 1961年11月4日 |
| 退役      | 1992年10月23日 |
| その後    | スクラップとして廃棄 |
| 除籍      | 1992年11月30日 |
| 性能諸元  | |
| 排水量    | 5,800トン |
| 全長      | 512.5 ft (156.2 m) |
| 全幅      | 52 ft (15.8 m) |
| 吃水      | 25 ft (7.6 m) |
| 機関      | 蒸気タービン方式（85,000shp）2軸推進、ギアード・タービン2基、ボイラー4缶 |
| 最大速力  | 33ノット |
| 乗員      | 士官21名、兵員356名 |
| 兵装      | Mk.42 5インチ単装砲 1基 3インチ連装砲 2基（改装後撤去） Mk.10 テリアSAM連装発射機 1基(改装後スタンダードER) Mk.16 アスロック8連装発射機 1基 Mk.32 3連装短魚雷発射管 2基 Mk.141 ハープーンSSM4連装発射筒 2基（改装後搭載） |
| モットー: | |

マクドノー(USS MacDonough, DLG-8/DDG-39)は、アメリカ海軍のミサイル駆逐艦。ファラガット級の3番艦。艦名はトーマス・マクドノー代将にちなむ。その名を持つ艦としては4隻目。

## 艦歴
マクドノーは1958年4月15日に、DLG-8 （嚮導ミサイルフリゲート）としてマサチューセッツ州クインシーのフォアリバー造船所で起工する。1959年7月9日にアグネス・マクドノー・ウィルソン夫人（マクドノー代将の曾孫娘）によって進水し、1961年11月4日に艦長ウィリアム・G・ハーレイ中佐の指揮下就役した。1975年6月30日に DDG-43（ミサイル駆逐艦）へ艦種変更される。
拡張された整調および訓練期間後に、マクドノーは1962年9月23日母港のチャールストンに到着、大西洋艦隊第6巡洋駆逐戦隊の旗艦任務に就く。一ヶ月後、第2艦隊の部隊と合流しキューバ封鎖任務に参加、部隊が感謝祭の日に解散するまで同海域に留まった。1963年の上四半期は評価部隊の支援の下フロリダ沖でのミサイル発射試験および運用試験に費やされた。3月にチャールストンに帰還、チャールストンからノーフォーク海域での作戦活動後、第6艦隊に合流するため6月4日に出航した。
マクドノーは秋まで地中海を巡航し、艦隊演習および訓練活動を行った。10月26日に東海岸に帰還し、チャールストンでの作戦活動を再開する。1964年に入るとマクドノーはプエルトリコ南方に向かい第2艦隊と共に訓練を行う。この訓練活動期間に大西洋艦隊の対空実射演習に参加した。同演習では無人標的機に対するミサイル発射も行われた。マクドノーは2月の2週間をチャールストンで過ごし、続いて再び東海岸での空母部隊との演習を行い、大西洋でヘリコプター運用評価試験を行った。
チャールストン海軍造船所での半年間のオーバーホール後、マクドノーは1964年7月10日から12月22日まで二度目の地中海配備に就く。その後1966年9月半ばまで母港沖合での作戦活動に従事し、続いてグアンタナモ湾の大西洋ミサイル試験海域での訓練演習を行う。11月初めに母港に帰還し、マクドノーは地中海配備の準備を行い、月末に出港した。
1966年4月8日にマクドノーはサウスカロライナへ帰還し、東海岸南方およびカリブ海での艦隊演習を再開した。夏には海軍兵学校生の訓練巡航を行い、演習「LANTFLEX 66」および対空、対潜、揚陸演習に参加後12月16日にチャールストンに帰還した。
東海岸での更なる訓練後、マクドノーは再び海外配備の準備を行った。1967年5月2日に4度目の地中海配備のためチャールストンを出航、夏には海軍兵学校生の訓練巡航で多くの地中海の港を訪問し、いくつかの合同演習に参加後、10月28日にチャールストンに帰還した。
マクドノーは1968年5月まで第2艦隊と共に活動し、その後地中海に再び展開、9月に母港に帰還すると1969年まで東海岸に留まった。
マクドノーは1992年10月23日に退役し、1992年11月30日に除籍、その後スクラップとして廃棄された。